# San Vincenzo (Italia)
San Vincenzo es una localidad italiana de la provincia de Livorno, región de Toscana, con 6973 habitantes. Se encuentra en la costa del mar de Liguria. 

Ubicación de la ciudad de San Vincenzo dentro de la provincia de Livorno.

## Evolución demográfica
| Gráfica de evolución demográfica de San Vincenzo entre 1861 y 2001 |
|                                                                    |
| Fuente ISTAT - Elaboración gráfica por parte de Wikipedia          |